# 826aska
826aska（はちにいろくあすか、2001年（平成13年）8月26日 -）は、福井県鯖江市出身のエレクトーン奏者、YouTuber。ヤマハのSTAGEA・ELS-02Cを使用している。YouTubeでの活動をきっかけにデビュー。名義の「826」は誕生日に由来する。左利きである。スタッフは家族。

## 来歴
5歳からピアノを習い始める。母親の影響で8歳からエレクトーン教室に通い始め、父親の発案により2010年から演奏動画を定期的にYouTubeに公開していた。
2015年12月31日にスター・ウォーズのメドレー動画を投稿したところ、英国『デイリー・メール』で「謎の日本人女性による完璧なカバー」として紹介された。
その後『都市日報』カナダ版や、スイスの『ル・ヌヴェリスト』にも取り上げられ、同動画は公開後1か月で100万回再生を突破した。
また『24時間テレビ 「愛は地球を救う」』ローカル枠（福井放送）や福井市の商業施設ハピリンの開業記念イベントなどでライブ演奏を果たした。
2018年からは本格的なコンサート・ツアーを行い、2019年にはヤマハミュージックコミュニケーションズからCDをリリースしてメジャー・デビュー。

## デビュー後の活動
動画作成・衣装・ライブの設営などは家族が分担して行っており、実兄のRyo（ドラム）と兄妹ユニット「Arcobaleno」としても活動している。
2020年5月、福井県立恐竜博物館の常設展示室内でコラボレーションとして演奏。
2021年11月23日　福井県産業会館で開催された「ふるさと環境フェア２０２１」においてミニライブを演奏した。
2021年12月14日　羽田空港　クリスマススペシャルライブを演奏・ライブ配信を行った。
2021年12月 YouTubeアカウントが乗っ取りの被害を受ける。その後YouTubeサポートチームの対応により復旧。
2022年1月2日　富士急ハイランドリゾートホテル＆スパにおいて　特別イベント「826aska in229!(富士急)」で演奏。
2022年1月6日 20:08　新春！アカウント復活！生配信！を福井県鯖江市からライブ配信。
2022年3月20日 福井県敦賀市プラザ萬象で開催された「つるが鉄道フェスティバル」のステージイベントで演奏する。
2023年2月27日 MBSテレビのMBSお天気部のテーマ曲としてオリジナル曲『小さな空を手のひらに』を提供し、放送開始。
2023年9月23日のライブからは、オリジナルカラーのエレクトーン826aska white editionが、登場する時もある。
2024年11月6日 福井新聞文化賞「新進賞」受賞。

### 「めがねのまちさばえイイとこ大使」就任
2025年1月15日、鯖江市文化センターにおいて市制70周年記念式典が挙行され、鯖江市長はもとより、福井県知事、福井県選出の国会議員3名、近隣自治体および姉妹都市の首長多数の来賓が列席する中、佐々木勝久鯖江市長より「めがねのまちさばえイイとこ大使」に任命された。また、式典のアトラクションとして「Grand hope」「威風堂々」の2曲を演奏披露した。

## メディア出演

### テレビ
- 情報ライブ ミヤネ屋 (2016年5月3日、読売テレビ)
- Rの法則 (2018年4月9日、NHK Eテレ)
- なかい君の学スイッチ（2018年9月3日、TBS）
- 5時に夢中！（2022年8月9日、TOKYO MX）
- るてんのんてる (2023年4月29日、読売テレビ)
- 情報番組マチコミ (2023年5月30日、テレビ埼玉)
- 音楽バラエティ ドレスキーとコレスキー(2023年11月25日、2023年12月2日、テレビ埼玉)

### ラジオ
- ガキパラ〜NEXT STAGE〜(2022年7月19日、文化放送)
- SONAR MUSIC(2022年7月20日、J-WAVE)
- 押尾コータローの押しても弾いても(2022年11月11日、MBSラジオ)
- オーイシマサヨシのMBSヤングタウン(2023年5月30日、MBSラジオ)
- まちなかSESSION エキマイク(2023年6月14日、ABSラジオ)
- わんだーらんどの全開！火曜日(2023年8月8日、和歌山放送)

## コンサート・ツアー
- 826aska Live Tour ～Departure～ (2018年7月21日 - 8月25日、5会場6公演)
- 826aska Live Tour 2019 ～Zephyr〜(2019年3月30日 - 8月25日、10会場12公演)
- 826aska 20th Anniversary Live Tour "smile" (2021年8月29日 - 12月11日、9会場10公演)
- 826aska LIVE TOUR -SSS-(トリプルエス) (2022年10月22日 - 2023年1月14日、3会場5公演)
- 826aska 全国制覇ライブ ～わたしのエレクトーンが壊れるまでに～（2023年4月15日 - )
- 826aska Live the Electone 2023 (2023年4月16日 - 2023年7月30日、5会場6公演)
- 826aska LIVE TOUR Advance (2023年9月23日 - 2023年10月14日、4会場8公演)
- 826aska Live the Electone 2024 (2024年3月2日 - 2024年9月28日、6会場12公演)
- 826aska Live Tour Remember -5th- (2024年11月3日 - 2024年11月30日、4会場7公演)

## CD・DVD・Blu-ray
- DEPARTURE (2019年3月27日) YCCS-10069/B(DVD付)、YCCS-10070(CDのみ)
- possible (2020年3月25日) YCCS-10085/B(Blu-ray+DVD付)、YCCS-10086/B(Blu-ray付)、YCCS-10087(CDのみ)
- smile (2021年8月25日) YCCS-10098/B(Blu-ray+DVD付BOX仕様)、YCCS-10099/B(Blu-ray+DVD付)、YCCS-10100(CDのみ)
- With you (2023年5月24日) 【TYPE-1】YCCS‐10112/B(CD+Blu-ray)、【TYPE-2】YCCS‐10113(CD）

### ライブ映像作品
- 826aska 20th Anniversary Live Tour "smile" (2022年4月13日)、YCXS-10003/B(Blu-ray+CD)、YCXS-10004(Blu-ray)
- 826aska LIVE TOUR 2022/2023 -SSS- (2023年10月4日)、【TYPE-1】YCXS-10006/B (Blu-ray+GOODS)、【TYPE-2】YCXS-10007/B (Blu-ray+CD)

## 書籍
- アーティストブック　√あすか (ルートあすか）(2021年7月28日) GTB01097202　A4判縦／96ページ [DVD付]
- 826aska LIVE TOUR -SSS- 公式パンフレット (2022年10月22日) GTB01100697　A4判縦／38ページ
- Memories ――826aska LIVE TOUR -SSS- 公式記録 (2023年7月24日) GTB01100698　A4判縦／96ページ